# A Balsa da Medusa
Balsa da Medusa (em francês:  Le Radeau de la Méduse) é uma pintura a óleo executada entre 1818 e 1819 pelo pintor da época do romantismo e litógrafo Théodore Géricault (1791–1824). Está exposta no Museu do Louvre, Paris, e é considerada um ícone da pintura ocidental.
Obcecado pelo naufrágio da Fragata de Medusa, que inspirou a obra, Géricault chegou a entrevistar sobreviventes, alguns deles forçados ao canibalismo na tragédia. Entre os passageiros que teve contato, estavam o engenheiro Alexandre Corréard (que também havia participado da construção da balsa) e o médico cirurgião Jean-Baptiste-Henri Savigny.
O Fragata havia partido da França, e navegava em direção a Senegal, na África, com intenções de colonização do país. Relatos da época afirmam que Géricault teria tido a inspiração para o quadro a partir de uma notícia sobre o naufrágio, ocorrido em 1816. A pintura representa o momento logo após a embarcação começar a afundar, em que a tripulação e os passageiros não conseguiram salvar-se com os botes de emergência. A cena retrata as personagens lutando à deriva.
Pode-se perceber alguns elementos de pintura religiosa pelo conceito e pela montagem dos personagens, que são retratados como consagrados, e até mártires.

## Contexto histórico
«The raft carried the survivors to the frontiers of human experience. Crazed, parched and starved, they slaughtered mutineers, ate their dead companions and killed the weakest.»Original (em inglês): «A jangada levou os sobreviventes ao limite da experiência humana. Delirantes, mortos de sede e fome, sacrificaram aqueles que se amotinavam, comeram os seus companheiros mortos e mataram os mais fracos.»— Jonathan Miles (em inglês)

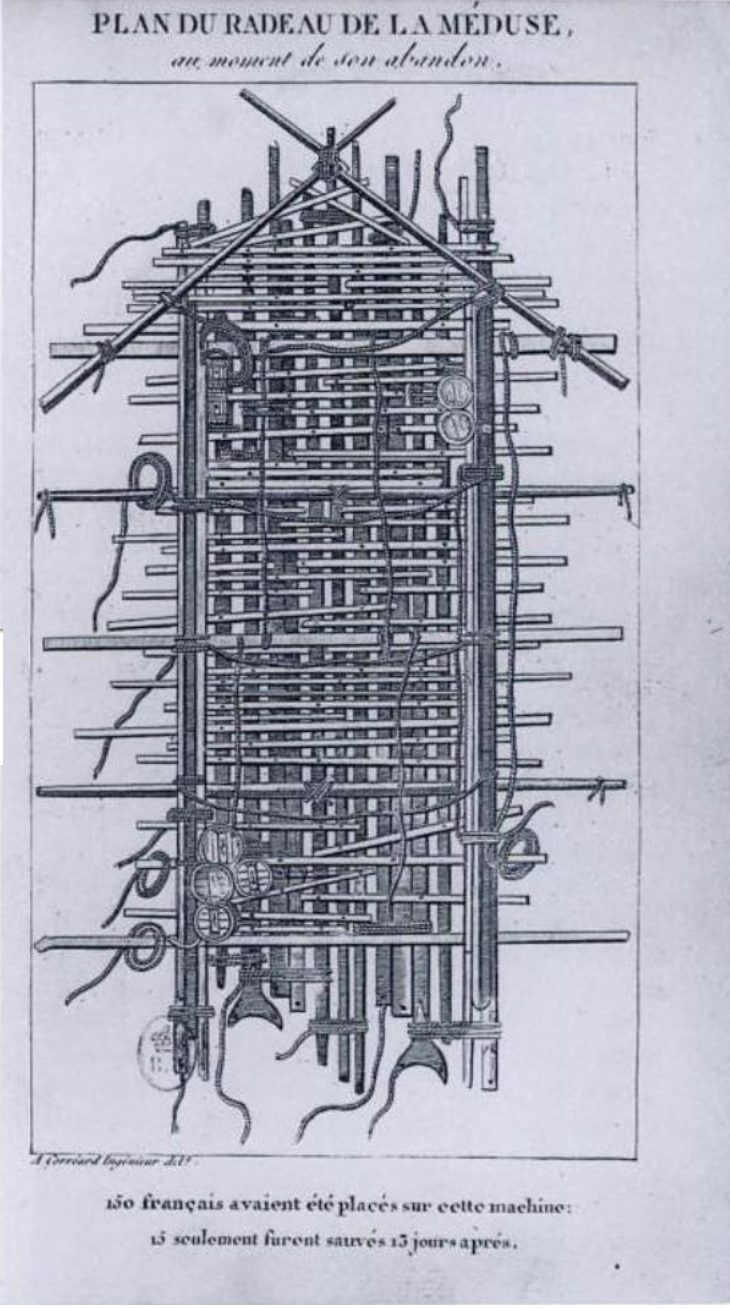
Planta de A Balsa da Medusa no momento do resgate por parte de Argus.

Em junho de 1816, a fragata francesa "La Méduse" partiu de Rochefort com destino ao porto senegalês de Saint-Louis. Liderava um comboio doutros três navios: o mercante Loire, o bergantim Argus e a corveta Écho. O visconde Hugues Duroy de Chaumereys fora nomeado capitão da fragata não obstante a falta de experiência de navegação. Após o naufrágio a indignação pública atribuiu de forma equivocada a responsabilidade da sua nomeação como capitão ao rei Luis XVIII, apesar de realmente ter sido uma designação naval rotineira feita internamente no Ministério da Marinha e longe das preocupações do monarca.
A missão da fragata era a de aceitar a devolução de uma parte do Senegal por parte do Reino Unido sob os termos da aceitação francesa da Paz de Paris. Entre os passageiros do navio estava aquele que fora nomeado governador francês do Senegal, o coronel Julien-Désiré Schmaltz, juntamente com a sua esposa e a sua filha.
Na tentativa de reduzir o tempo de viagem, a Méduse adiantou-se em relação aos outros navios, mas eventualmente acabou por se desviar do rumo em cerca de 100 milhas. A 2 de julho, encalhou num banco de areia frente à costa oeste da África, perto da Mauritânia. A incompetência de De Chaumereys foi a principal causa da colisão. De Chaumereys era um emigrante francês repatriado que carecia de experiência e capacidade na capitania, mas tinha recebido este cargo como resultado dum acto de ascensão política.
Os esforços para liberar o navio foram em vão, pelo que no dia 5 de julho, a tripulação e os passageiros tentaram nadar as 60 milhas restantes até à costa africana nos seis barcos auxiliares da fragata. Embora a Méduse transportasse 400 pessoas, incluindo 160 tripulantes, os barcos só tinham espaço para cerca de 250 pessoas. A restante tripulação do navio, cerca de 146 homens e uma mulher, amontoaram-se numa jangada feita às pressas, que se submergiu enquanto carregava com todos eles. Dezassete membros da tripulação optaram por permanecer a bordo da Méduse. O capitão e a tripulação a bordo dos barcos auxiliares tentaram rebocar a jangada, mas depois de algumas milhas, esta acabou por ser largada, pois o bote que a trazia estava a se atrasar. A tripulação da jangada só tinha um saco de biscoitos (consumido ao primeiro dia), dois barris de água (que se perderam pela borda fora por causa duma briga) e seis barris de vinho.
Após treze dias de viagem, a 17 de julho de 1816, a balsa foi resgatada pelo "Argus" por fruto do acaso, uma vez que os franceses não levaram a cabo nenhum esforço particular em busca da balsa.  Naquele momento só 15 homens estavam vivos, enquanto que os restantes foram assassinados ou lançados pela borda fora pelos seus companheiros, morreram de fome ou lançaram-se eles mesmos ao mar em completo desespero. O incidente tornou-se um escândalo público para a monarquia francesa, que tinha ainda pouco tempo no poder após a derrota definitiva em 1815 de Napoleão I de França.

### Investigação e estudos preliminares

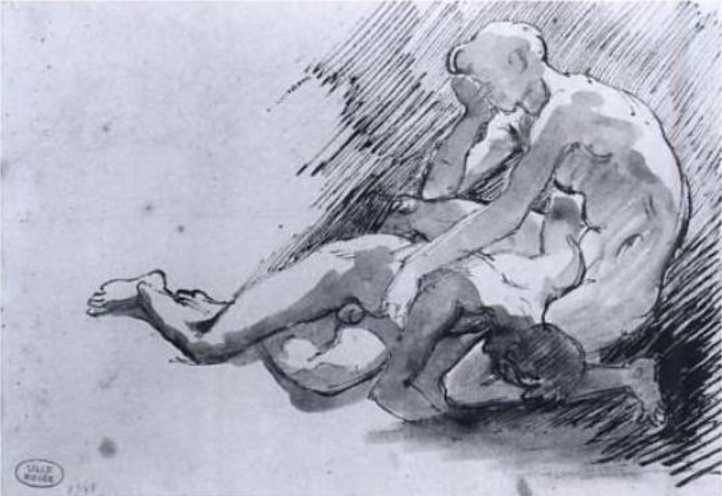
Estudo para "A Balsa da Medusa" de Géricault, caneta e tinta castanha, 17.6 cm × 24.5 cm. Conservado no Musee des Beaux-Arts, Lille. Um dos vários esquissos preliminares do artista.

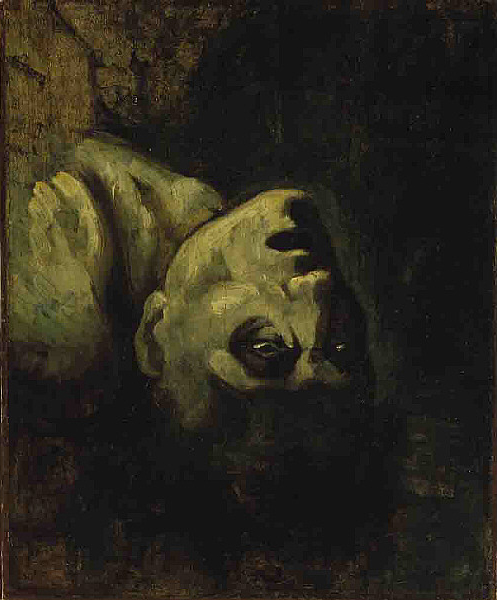
Estudo da cabeça dum homem afogado, útil para determinar a cor da pele que esteja há muito tempo em contato com a água.

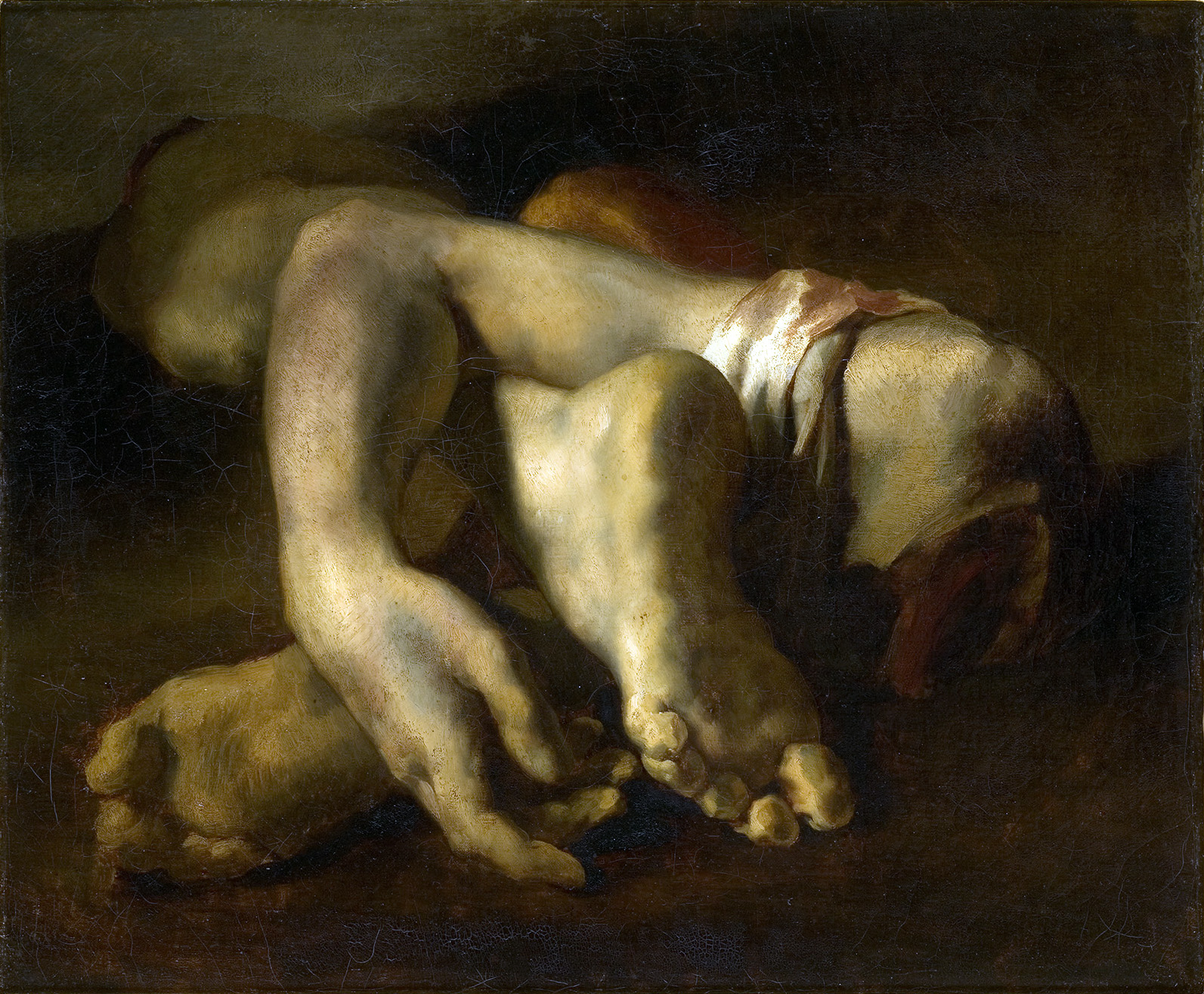
Pintura de membros amputados, usados como modelo para a representação realista do tom muscular dos mortos.

Géricault ficou fascinado com os relatos do naufrágio e logo percebeu como uma representação do evento poderia ser uma oportunidade para afirmar a sua reputação enquanto pintor. No início de 1818, entrevistou os sobreviventes Henri Savigny e Alexandre Corréard. As emotivas descrições das suas experiências inspiraram em grande medida o tom trágico da pintura. Trabalhou junto com Corréard, Savigny e o carpinteiro da Medusa, Lavillette, para construir um modelo detalhado em escala da balsa, utilizado como um modelo verdadeiro na fase final. Apesar de sofrer de febre, conseguiu fazer várias viagens na costa francesa, particularmente em Le Havre, para testemunhar tempestades e maremotos. Uma visita a vários artistas em Inglaterra deu-lhe a oportunidade de estudar os elementos atmosféricos, inclusive o movimento das ondas, enquanto cruzava o Canal da Mancha.
Obcecado com a precisão histórica e com o objectivo duma representação realista da rigidez cadavérica dos marinheiros mortos na balsa, visitou o obituário do Hospital Beaujon em Paris, para estudar a representação do tom muscular dos mortos, chegando até mesmo a utilizar no seu estudo uma cabeça cortada, que tomou emprestada por duas semanas dum manicómio, e vários membros amputados para estudar o processo de decomposição e para se familiarizar com o desenho dos pacientes moribundos.
A idealização da pintura mostrou ser mais lenta e difícil do que o próprio pintor tinha imaginado e, em particular, a escolha do momento exato a ser imortalizado em tela foi fruto de numerosas reflexões e outros tantos desenhos e esboço para preparação do quadro final. Entre os momentos tidos em consideração na obra, mencione-se o motim contra os oficiais no segundo dia na balsa, a cena de canibalismo e o resgate final. Por fim, Géricault escolheu representar o episódio final, no qual os sobreviventes vêem o barco de resgate Argus no horizonte.

### Influência
A Balsa da Medusa funde muitas influências dos Antigos Mestres: desde o "Juízo Final" e a "Cúpula da Capela Sistina" de Michelangelo, "Transfiguração" de Rafael, à aproximação monumental de Jacques-Louis David e Antoine-Jean Gros aos eventos contemporáneos. A iluminação da pintura é descrita como caravagista e, de acordo com o historiador de arte Richard Muther, a tensão escultórea dos corpos musculosos e saudáveis, constitui um forte legado classicista presente na obra. Muther escreveu que o fato de que a maioria das figuras estão quase nuas surge dum desejo de evitar "costumes não pictóricos", acrescentando que "ainda existe algo de acadêmico nas figuras, que não se parecem suficientemente debilitadas pela privação, doença e pela luta contra a morte".
Quando jovem, Géricault pintara várias cópias de Pierre Paul Prud'hon. As "aterradoramente trágicas pinturas" de Pierre, inclusive aquela que se considera a sua obra mestre, "Justiça e a Vingança Divina Perseguem do Crime", que apresenta um escuridão opressora e uma base compositiva dum cadáver nu, também influenciaram fortemente o pintor francês.

A influência de Jacques-Louis David é apreciada na escala do quadro, na firmeza escultural das figuras e na forma de destaque em que descreve um "momento frutífero" particularmente importante: o primeiro avistamento do navio que se aproxima. Em 1793 David pintou um grande evento contemporâneo de importância considerável na "Morte de Marat". O seu quadro teve um impacto político considerável no tempo da Revolução Francesa, e serviu como precedente importante para a decisão de Géricault de pintar também um evento seu contemporâneo. O aluno de David, Antoine-Jean Gros, também representou "as grandiosidades duma escola irremediavelmente associada a uma causa perdida", mas nalgumas obras maiores conferiu um destaque igual tanto a Napoleão como às figuras anónimas ou moribundas.  A Géricault impressionara-lhe particularmente o quadro de Gros de 1804 Bonaparte Visita as Vítimas da Praga de Jaffa.

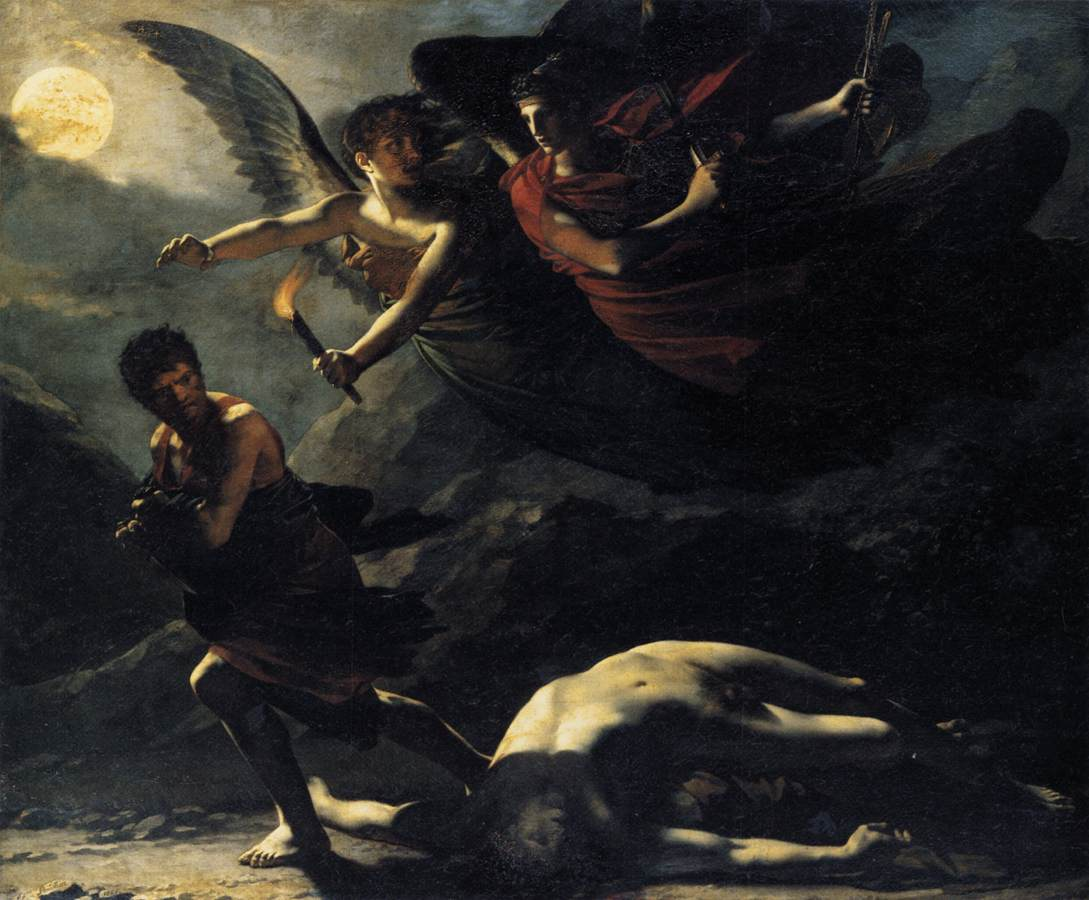
A Justiça e a Divina Vinganza Perseguem o Crime de Pierre-Paul Prud'hon, 1808, 244 cm × 294 cm. J. Paul Getty Museum, Los Angeles.

No século XVIII, o tratamento pictórico de naufrágios e de acidentes marítimos tornou-se uma verdadeira arena artística, acolhendo entre as suas principais fileiras, artistas como Claude Joseph Vernet, que foi capaz de obter uma representação realista das cores através da observação direta do meio ambiente, antecipando uma das características do impressionismo, inclusive por meio de métodos pouco ortodoxos, como amarrar-se ao mastro de um navio para testemunhar uma tempestade.
Várias pinturas inglesas e americanas, incluindo A Morte do Major Pierson, do pintor John Singleton Copley haviam já estabelecido um precedente para o tratamento de temas contemporâneos e acidentes marítimos, como se pode testemunhar em Watson e o Tubarão (1778), pintura na qual um homem de cor negra é um elemento central da acção e na qual a acção se concentra nas figuras do drama e não na paisagem; e Cena de um naufrágio, que faz lembrar Medusa pela sua temática e composição. Outro precedente de destaque para a componente política do quadro foi a obra de Francisco de Goya, particularmente a sua série de 1810-1812 Desastres da Guerra, bem como a sua obra de 1814 Três de Maio de 1808 em Madrid. Goya também produziu uma imagem dum desastre marítimo, intitulado apenas "Naufrágio" (data desconhecida), em que, embora o sentimento seja semelhante à composição e ao estilo, não tem elementos em comum com a A Balsa da Medusa.
A figura do ancião no primeiro plano do quadro é uma possível referência a "Ugolino della Gherardesca" tal como é apresentado por Dante em o Inferno e parece aludir em particular à versão de Johann Heinrich Füssli. Uma interpretação generalizada do drama de Ugolino do século XIX narrada na "Divina Comédia" de Dante Alighieri, de fato, Ugolino é culpado de canibalismo, um dos aspectos mais sensacionalistas da travessia na balsa.

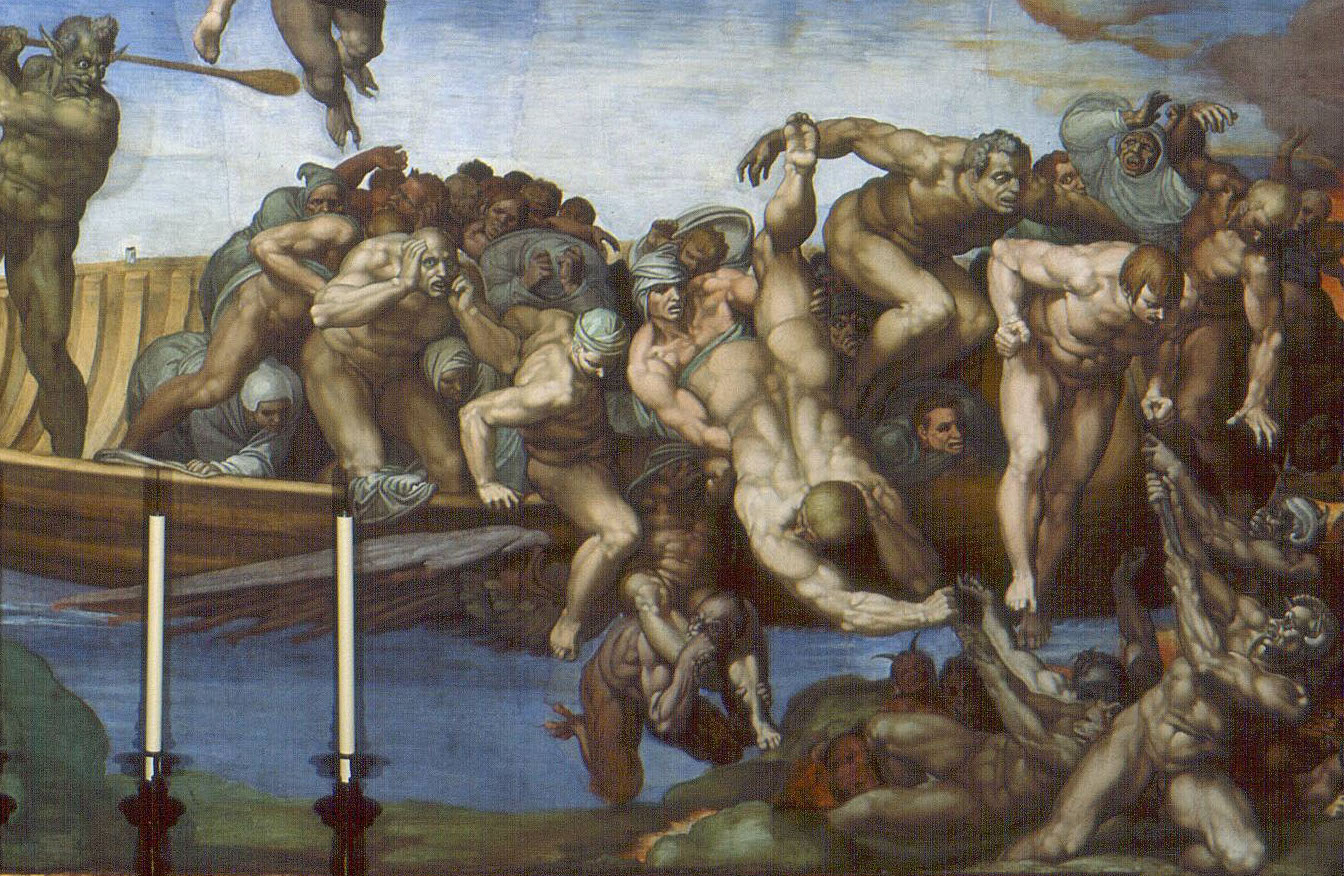
Detalhe de Juízo Final de Miguel Angelo, na Capela Cistina. Numa ocasião Miguel Angelo afirmou: "deu-me arrepios pela espoinha acima, essas almas perdidas destruíndo-se umas às outras conjuram inevitavelmente a grandiosidade trágica da Capela Sistina".

### Obra final

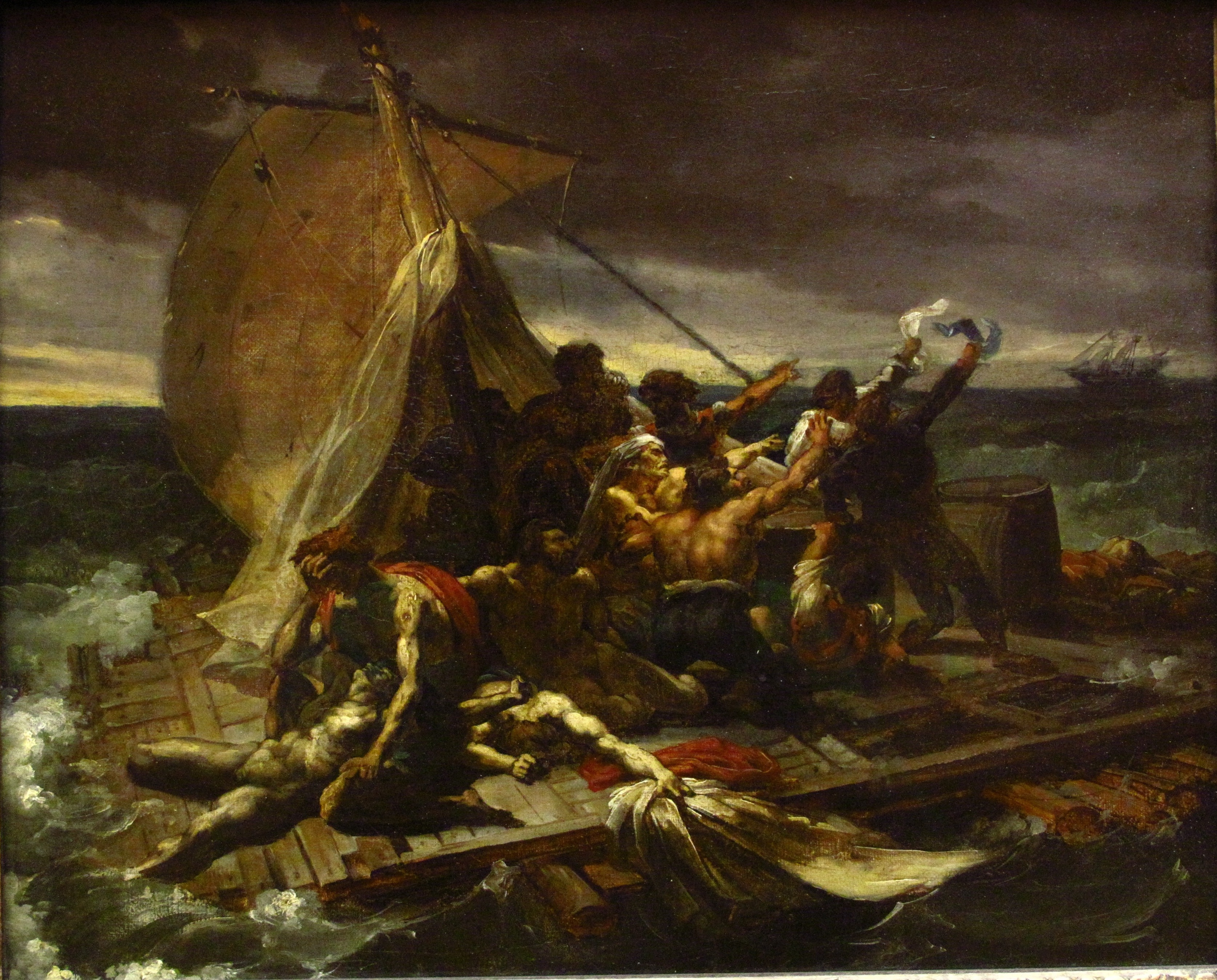
Estudo c. 1818-1819, 38cm × 46cm, Louvre.

Géricault, que recentemente se vira forçado a terminar um relacionamento incestuoso com a mulher do seu tio, de quem teve um filho, rapou a cabeça e, desde novembro de 1818 até julho de 1819, levou uma disciplinada vida monástica no seu estúdio em Faubourg du Roule, passando uma ou outra noite fora, alimentando-se com a comida que lhe traziam à porta. Géricault e o seu assistente de 18 anos, Louis-Alexis Jamar, dormiam numa pequena sala adjacente ao estúdio. A sua relação era conflitante e, nalguns momentos manttinham várias discussões. No seu estúdio Géricault trabalhava tão metódicamente e em completo silêncio, que o ruído dum rato era suficiente para interferir com a sua concentração. Trinta anos depois de concluir o trabalho, o seu amigo pintor Antoine-Alphonse Montfort descreve o período de finalização da obra como um verdadeiro exercício de rigor.
Para a elaboração da sua obra, utilizou vários amigos como modelos, entre os quais o mais notável foi o pintor Eugène Delacroix, que posou como modelo para a figura no primeiro plano que olha para baixo com um braço estendido. Dois dos sobreviventes da balsa podem ser vistos nas sombras ao pé do mastro,  e outras três foram baseadas em Corréard, Savigny e Lavillette. Jamar posou nu para o modelo do rapaz morto que aparece em primeiro plano prestes a cair ao mar, além de servir de modelo para outras duas figuras do quadro.
Apesar da extrema fidelidade aos fatos e ao longo período de pesquisa realizada, Géricault cometeu intencionalmente erros, que se justificaram por uma espécie de licença artística. De acordo com os registros oficiais, o número de passageiros no momento do resgate é inferior do que o retratado na obra e ao invés da manhã ensolarada e das águas calmas relatadas pelas crónicas no dia do resgate, o autor optou por uma atmosfera de tempestade para reforçar o drama
Trabalhando ininterruptamente, o artista completou a pintura em oito meses. Todo o projecto, desde as primeiras etapas da pesquisa até o desenho final, tomou-lhe três anos na elaboração da obra.
De acordo com Hubert Wellington, Delacroix - que se converteu num dos grandes exponentes do romantismo francês após a morte de Géricault - escreveu: "Géricault permitiu-me ver a sua "Balsa da Medusa" enquanto ainda trabalhava nela. Deixou-me uma tremenda impressão tão tremenda em mim que quando saí do estúdio comecei a correr como um idiota e não parei até entrar no meu próprio quarto".
Géricault utilizava pequenos pincéis e óleos viscosos, o que lhe dava pouco tempo para os reutilizar, e secavam num dia. Manteive as cores separadas umas das outras. A sua paleta era constituída por vermelhão, branco, amarelo Nápoles, dois amarelos diferentes ocres, dois ocres vermelhos, siena, rosa, siena queimada, carmim, azul da Prússia, preto, carvão de osso, terra de Cassel e betume. O betume deixa um aspeto brilhante e aveludado quando aplicado pela primeira vez, mas com o tempo perde a sua cor sob a forma de melaço preto, encolhendo e criando uma superfície enrugada que não pode ser renovada.  Como resultado, os detalhes em grandes áreas da obra são quase indistinguíveis devido à passagem do tempo.
Géricault esboçou o contorno da composição na tela. Mais tarde, fez com que os seus modelos posassem um a um, completando cada figura antes de passar para a seguinte, em oposição ao método mais comum de trabalhar na composição inteira. Segundo Wintle, a concentração em elementos individuais deu à obra uma "fisicalidade impressionante".  Trabalhando com poucas distracções, concluiu a pintura em oito meses, e todo o projecto demorou cerca de 18 meses.  30 anos após a conclusão da obra, o seu amigo Montfort declarou:

## Exibição e recepção
"A balsa da Medusa" foi exibida pela primeira vez no Salão de Paris em 1819, com o título "Scène de Naufrage" (Cena dum naufrágio). A temática era, todavia, facilmente reconhecível pelos espectadores da época.. A exposição, patrocinada por Luis XVIII, contou com cerca de 1 300 pinturas, 208 esculturas e várias outras gravuras e desenhos arquitectónicos. O próprio Luís XVIII visitou o salão três dias antes da sua abertura e, fazendo um juízo sobre a pintura, afirmou: «em francês:  Monsieur, vous venez de faire un naufrage qui n'en est pas un pour vous» "Monsieur Géricault, você pintou um naufrágio, mas não é para você".
Géricault procurou de forma deliberada a confrontação política e artística com esta obra. A crítica respondeu a esta abordagem agressiva de forma recíproca, com reacções tanto de repugnância como de louvação, dependendo das simpatias dos críticos na questão pelos Borbons ou pelos liberais. O quadro foi considerado em grande parte compassivo para com os homens da balsa e, por extensão, com a causa anti-imperialista adoptada pelos sobreviventes de Savigny e Corréard.

## Críticas
A obra de Géricault foi amplamente criticada na França por colocar como personagem central um homem negro, o soldado Jean Charles, segurando a bandeira francesa. Além disso, o pintor também fez de seu quadro um ato contra o governo de Napoleão Bonaparte, que apoiava abertamente o tráfico de negros e o trabalho escravo.
Por este motivo, Géricault decidiu, em 1820, expor sua obra na Inglaterra e na Irlanda, onde a lei era fortemente contra essas atividades ilegais; assim, o quadro foi muito bem avaliado fora do território francês. O caráter abolicionista do governo britânico garantiu a boa recepção da pintura. Houve também uma tentativa de exposição anteriormente, em 1819, mas que não rendeu reconhecimento ao artista.
Pelos conceitos da arte acadêmica, artistas não poderiam criar obras em que o personagem principal fosse um negro, em que fizesse o papel de herói.
Outro ponto a ser considerado é a veracidade dos acontecimentos; não pode-se afirmar que a narrativa é 100% verdadeira, ou os graus de ficção e realidade. Levanta-se uma hipótese de que esta pintura poderia ter sido construída por uma perspectiva fictícia, considerando que o objetivo do autor seria atingir o governo francês - a obra atuaria como uma ferramenta para justificar sua própria crítica.

## Inspiração
Géricault adotou alguns dos conceitos religiosos conservadores durante uma viagem que fez à Itália, que ocorreu entre 1816 e 1817; ele percorreu desde Florença e Roma, até outras cidades do sul do país. Nesta viagem, acompanhou o trabalho de grandes artistas, como Michelangelo e Caravaggio, o que influenciou diretamente em sua maneira de pintar - é por isso que muitas das marcas tradicionais da época foram absorvidas pelo pintor.
Por exemplo, uma de suas influências para a composição da pintura foi a Pietà, de Michelangelo, que retrata a ideia do amparo (neste caso, de Nossa Senhora em relação ao corpo de Jesus Cristo), muito trabalhada em A balsa de medusa, porém não em um âmbito religioso. Os jovens mortos fazem referência à morte de Jesus, e também criticam a falta de esperança da sociedade na época; a embarcação está comprometida, ao ponto de que ventos fortes tomam o controle - esta seria a metáfora da fraqueza das pessoas.
Além disso, a presença de personagens musculosos nas obras de ambos artistas, Michelangelo e Géricault, é um ponto de semelhança. Porém, foi Caravaggio que inspirou o pintor francês a construir a obra a partir de um contraste de luz e sombra, além do desenvolvimento de uma profundidade através da pintura diagonal. Uma das pinturas que foram admiradas por Géricault foi a Madonna do Rosário, pintada por Caravaggio em 1786.

## Filmagem do tema e a criação da pintura
Em 1998, a longa-metragem "Le radeau de la Meduse" foi lançada em França. O filme foi rodado de 1987 a 1992 pelo realizador Iradj Azimi. Ao lado de Jean Yanne (como Comandante Chaumareys), Claude Jade (como Reine Schmaltz), Philippe Laudenbach (como Governador Schmaltz), Alain Mace (como Henri Savigny) e Daniel Mesguich (como Jean-Daniel Coudein), Laurent Terzieff interpreta o pintor Théodore Géricault.

## Leitura complementar
- Miles, Jonathan.  The Wreck of the medusa
- The Most Famous Sea Disaster of the Nineteenth Century. Atlantic Monthly Press, 2007. ISBN 9780871139590